# ガスパール 君と過ごした季節
『ガスパール ー君と過ごした季節(とき)』(旧題:海辺のレストラン ガスパール&ロバンソン)は、1990年公開のフランスの映画。南仏プロヴァンスを舞台に、老女のジャンヌ、ガスパール、ロバンソンの三人の交流を描いた物語。監督は愛より強い旅でカンヌ国際映画祭の監督賞も受賞しているトニー・ガトリフ。本作品には監督の弱き者への優しい眼差しと愛情が込められている。音楽はミシェル・ルグラン。出演は「ベティ・ブルー」などにも出演しているジェラール・ダルモン、「ピエロの赤い鼻」などのベテラン老女優シュザンヌ・フロン、「パリのランデブー」のベネディクト・ロワイヤンほか。

## ストーリー
南仏プロヴァンスを舞台に固い友情で結ばれた二人の男性ガスパールとロバンソン。世間からはみだした彼らの夢は浜辺に軽食堂を開くことだった。そんなある日、一人の老女ジャンヌが置き去りにされているところをロバンソンが発見する。彼は過去に母親に捨てられた経験から、同じ境遇の人を放っておけない性分。一方ガスパールは家族というもの自体を、妻に家出されてから拒絶していた。この三人が不器用ながらも、互いを思いやりながら、新たな家族を作っていく様子と、男のロマンを描いている。

## キャスト
- ガスパール：ジェラール・ダルモン
- ロバンソン：ヴァンサン・ランドン
- ジャンヌ：シュザンヌ・フロン（フランス語版）
- ローズ：ベネディクト・ロワイヤン（フランス語版）
- イヴ：シャルロット・ジロー（フランス語版）

## スタッフ
- 監督:トニー・ガトリフ
- 製作:マリー・シュラキ
- 脚本:トニー・ガトリフ、マリー・エレーヌ・リュデル
- 撮影：ドミニク・シャピュイ
- 音楽：ミシェル・ルグラン
- 編集：オリヴィエ・モフロワ
- 日本語字幕監修：太田直子